# Verdensmesterskabet i Counter-Strike:Source
Verdensmesterskaberne i Counter-Strike: Source afholdes hvert år under (Electronic Sports-League (ESL). Turneringer inden for Counter-Strike bliver jævnligt dækket af forskellige tv-stationer verden over.

## Historie
Mesterskabet er kønsopdelt. Mesterskabet for mænd har varet lige siden spillet blev udgivet i 2004. Turneringen for kvinder begyndte året efter i 2005. 

## Hold
'aTTaX' er navnet på det hold, der har den største succes, både for mændenes og kvindernes vedkommende. 'aTTaX' har også som det eneste hold vundet VM to gange i træk i mændenes turnering i år 2009 og 2010.
På mændenes side fik 'danskerteamet' mTw en tredjeplads i 2007 og en andenplads i 2011. 'FairPlay' som også er dansk, fik en tredjeplads i 2008. Danmarks bedste 'kvindeteam' hedder 'Unite', som fik en andenplads i 2007 og en tredjeplads i 2009. 'Unite' holder dog pt. pause og har derfor ikke deltaget i turneringer siden 2009.

## Verdensmesterskaber for mænd
| VM   | Guld          | Sølv                 | Bronze       |
| ---- | ------------- | -------------------- | ------------ |
| 2004 | aTTaX         | Dazists              | Gamma Gaming |
| 2005 | SK Gaming*    | -Ztanic-             | fnatic       |
| 2006 | fnatic        | aTTaX                | Xtatic Bros  |
| 2007 | -:GangSlang:- | C29                  | mTw          |
| 2008 | LUCKYSHOT     | Fiesta               | FairPlay     |
| 2009 | aTTaX         | SK Gaming*           | Starforce    |
| 2010 | aTTaX         | Deutsche Kampfgruppe | antastic     |
| 2011 | K66's         | mTw                  | Universal    |
| 2012 | fnatic        | aTTaX                | SK Gaming*   |
| 2013 | aTTaX         | fnatic               | Vikings      |

## Verdensmesterskaber for kvinder
| VM   | Guld                         | Sølv               | Bronze                       |
| ---- | ---------------------------- | ------------------ | ---------------------------- |
| 2005 | aTTaX Females                | SK Gaming* Females | angrychicks                  |
| 2006 | .SST.                        | F-G-S              | GirlsOverBoys                |
| 2007 | sTRAKOv                      | Unite              | Deutsche Kampfgruppe Females |
| 2008 | Deutsche Kampfgruppe Females | .SST.              | K*L*L                        |
| 2009 | fnatic females               | X-Girls            | Unite                        |
| 2010 | SK Gaming* Females           | Q-P                | Tankmen                      |
| 2011 | XxX                          | ultimatum          | .SST.                        |
| 2012 | aTTaX Females                | Latinos            | Deutsche Kampfgruppe Females |
| 2013 | Vitra                        | Slecht             | aTTaX Females                |